# Tour de France 1921
Le Tour de France 1921, 15e édition du Tour de France, s'est déroulé du 26 juin au 24 juillet 1921 sur 15 étapes pour 5 485 km. Ce Tour est remporté par le Belge Léon Scieur.

## Parcours
Le départ du Tour a lieu à Argenteuil ; l'arrivée se juge au Parc des Princes. Pour la cinquième fois, le Tour part vers l'ouest pour revenir vers Paris par l'est. Le parcours compte quinze étapes et est semblable à celui des éditions précédentes. Seules deux villes-étapes changent par rapport au Tour de 1920 : Toulon et Genève remplacent Aix-en-Provence et Gex.
La distance totale de 5 485 km fait de cette édition la quatrième plus longue, après celles de 1926, 1919 et 1920.

## Participants
Les 123 partants sont répartis en deux « classes » : 24 en première classe, 99 en seconde.
Parmi les coureurs de première classe figurent les meilleurs Belges et Français, à l'exception des frères Pélissier, ainsi que le grimpeur italien Luigi Lucotti.
Les bicyclettes sont désormais munies d'une plaque en zinc ou en aluminium reprenant le numéro de dossard du coureur.
| Légende | Légende                                                                    | Légende | Légende                                                    |
| ------- | -------------------------------------------------------------------------- | ------- | ---------------------------------------------------------- |
| Num     | Dossard de départ porté par le coureur sur ce Tour                         | Pos     | Position à l'arrivée de la course                          |
|         | Indique un maillot de champion national ou mondial, suivi de sa spécialité | NP      | Indique un coureur qui n'a pas pris le départ de la course |
| AB      | Indique un coureur qui n'a pas terminé la course                           | HD      | Indique un coureur qui a terminé la course hors des délais |

| 1re classe | 1re classe              | 1re classe |
| ---------- | ----------------------- | ---------- |
| Num        | Coureur                 | Pos        |
| 1          | Eugène Christophe (FRA) | AB-8       |
| 2          | Jean Rossius (BEL)      | NP-2       |
| 3          | Hector Heusghem (BEL)   | 2e         |
| 4          | Firmin Lambot (BEL)     | 9e         |
| 5          | Honoré Barthélémy (FRA) | 3e         |
| 6          | Jean Alavoine (FRA)     | AB-4       |
| 7          | Louis Mottiat (BEL)     | 11e        |
| 8          | Louis Heusghem (BEL)    | NP-2       |
| 9          | René Vermandel (BEL)    | NP-3       |

| 1re classe (suite) | 1re classe (suite)      | 1re classe (suite) |
| ------------------ | ----------------------- | ------------------ |
| Num                | Coureur                 | Pos                |
| 10                 | Félix Goethals (FRA)    | 10e                |
| 11                 | Émile Masson (BEL)      | AB-1               |
| 12                 | Hector Tiberghien (BEL) | 5e                 |
| 13                 | Romain Bellenger (FRA)  | AB-7               |
| 14                 | Paul Deman (BEL)        | NP-1               |
| 15                 | Philippe Thys (BEL)     | NP-2               |
| 16                 | Charles Juseret (BEL)   | NP-4               |
| 17                 | Robert Jacquinot (FRA)  | AB-3               |
| 18                 | Albert Dejonghe (BEL)   | AB-9               |

| 1re classe (suite) | 1re classe (suite)    | 1re classe (suite) |
| ------------------ | --------------------- | ------------------ |
| Num                | Coureur               | Pos                |
| 19                 | Léon Scieur (BEL)     | 1er                |
| 20                 | Jacques Coomans (BEL) | AB-6               |
| 21                 | René Chassot (FRA)    | AB-6               |
| 22                 | Alfred Steux (BEL)    | AB-3               |
| 23                 | Marcel Godard (FRA)   | AB-3               |
| 24                 | Robert Gerbaud (FRA)  | AB-3               |
| 25                 | Luigi Lucotti (ITA)   | 4e                 |

| 2e classe | 2e classe                  | 2e classe |
| --------- | -------------------------- | --------- |
| Num       | Coureur                    | Pos       |
| 101       | Joseph Rayen (FRA)         | AB-3      |
| 102       | André Coutte (FRA)         | AB-5      |
| 103       | Paul Coppens (FRA)         | 30e       |
| 104       | Henri Catelan (FRA)        | 38e       |
| 105       | Eugène Dhers (FRA)         | 12e       |
| 106       | Jules Le Breton (FRA)      | AB-4      |
| 107       | Robert Martens (FRA)       | AB-4      |
| 108       | Alexandre Bodinier (FRA)   | AB-2      |
| 109       | Robert Constantin (FRA)    | 34e       |
| 110       | Félix Sellier (BEL)        | 16e       |
| 111       | Edgard Roy (FRA)           | 28e       |
| 112       | Marie Aubry (FRA)          | AB-1      |
| 113       | Raoul Petouille (FRA)      | NP-3      |
| 114       | Édouard Dalifard (FRA)     | AB-6      |
| 115       | Charles Cento (FRA)        | 35e       |
| 116       | Antoine Riera (FRA)        | AB-10     |
| 117       | Pierre Hudsyn (BEL)        | 22e       |
| 118       | Camille Botte (BEL)        | AB-2      |
| 119       | Édouard Léonard (FRA)      | AB-9      |
| 120       | Gaston Degy (FRA)          | AB-6      |
| 121       | Gilles Alexandre (FRA)     | AB-6      |
| 122       | Maurice Pesnin (FRA)       | AB-6      |
| 123       | Jules Deloffre (FRA)       | 26e       |
| 124       | Lucien Pothier (FRA)       | 32e       |
| 125       | Marcel Gadin (FRA)         | NP-1      |
| 126       | Léon Despontin (BEL)       | 7e        |
| 127       | François Chevalier (FRA)   | AB-6      |
| 128       | Jean Kienlen (FRA)         | 31e       |
| 129       | Fernand Moulet (FRA)       | AB-6      |
| 130       | Théo Wynsdau (BEL)         | NP-1      |
| 131       | Maurice Armand (FRA)       | AB-6      |
| 132       | Charles Pavèse (FRA)       | AB-6      |
| 133       | Guglielmo Cecherelli (ITA) | 19e       |
| 134       | Émile Dorvilliers (FRA)    | AB-1      |
| 135       | François Colomines (FRA)   | AB-6      |
| 136       | Jules Beyens (BEL)         | AB-2      |
| 137       | Robert Asse (FRA)          | AB-6      |
| 138       | Étienne Dorfeuille (FRA)   | 24e       |
| 139       | Victor Lenaers (BEL)       | 6e        |
| 140       | Henri Ferrara (FRA)        | 13e       |
| 141       | Noël Amenc (FRA)           | 14e       |
| 142       | Napoléon Paoli (FRA)       | AB-2      |

| 2e classe (suite) | 2e classe (suite)          | 2e classe (suite) |
| ----------------- | -------------------------- | ----------------- |
| Num               | Coureur                    | Pos               |
| 143               | Théodore Abada (FRA)       | AB-10             |
| 144               | Adrien Alpini (FRA)        | 37e               |
| 145               | François Demaison (FRA)    | NP-1              |
| 146               | Lucien Roquebert (FRA)     | 33e               |
| 147               | Marius Michel (FRA)        | AB-2              |
| 148               | Clotaire Guillon (FRA)     | AB-2              |
| 149               | Charles Hennuyer (FRA)     | AB-6              |
| 150               | René Paxion (FRA)          | AB-3              |
| 151               | Henri Miège (SUI)          | AB-6              |
| 152               | Joseph Pelletier (FRA)     | AB-9              |
| 153               | Paul Seigne (FRA)          | AB-2              |
| 154               | Georges Kamm (FRA)         | 36e               |
| 155               | Pierre Escoffier (FRA)     | AB-6              |
| 156               | Laurent Devalle (MON)      | AB-11             |
| 157               | Émile Brelloch (FRA)       | AB-1              |
| 158               | Firmin Pauloin (FRA)       | AB-6              |
| 159               | Ernest Paul (FRA)          | 27e               |
| 160               | Jules Banino (FRA)         | AB-2              |
| 161               | Daniel Dagrau (FRA)        | AB-1              |
| 162               | Joseph Normand (FRA)       | 23e               |
| 163               | Lucien Lagouche (FRA)      | AB-6              |
| 164               | René Billing (FRA)         | AB-5              |
| 165               | Alphonse Van Hecke (BEL)   | NP-1              |
| 166               | Léon Devos (BEL)           | NP-1              |
| 167               | Florent Vandenberghe (BEL) | NP-1              |
| 168               | Emile Thollembeek (BEL)    | NP-1              |
| 169               | Arthur Claerhout (BEL)     | AB-1              |
| 170               | Henri Burggraeve (BEL)     | NP-1              |
| 171               | Jules Nempon (FRA)         | AB-1              |
| 172               | Jean Belvaux (BEL)         | AB-14             |
| 173               | Auguste Meyer (FRA)        | 20e               |
| 174               | Benjamin Javaux (BEL)      | 21e               |
| 175               | Lodewijk Budts (BEL)       | AB-1              |
| 176               | Cagliasotti (ITA)          | NP-1              |
| 177               | Piere Everaerts (BEL)      | NP-1              |
| 178               | Pierre Coolens (BEL)       | AB-2              |
| 179               | Jules Bertrand (FRA)       | AB-3              |
| 180               | Nicolas Urme (FRA)         | AB-1              |
| 181               | Camille Leroy (BEL)        | 8e                |
| 182               | Antoine Salvat (FRA)       | NP-1              |
| 183               | Charles Raboisson (FRA)    | 25e               |
| 184               | Angelo Erba (ITA)          | AB-2              |

| 2e classe (suite) | 2e classe (suite)        | 2e classe (suite) |
| ----------------- | ------------------------ | ----------------- |
| Num               | Coureur                  | Pos               |
| 185               | Luigi Marelli (ITA)      | NP-1              |
| 186               | Enrico Sala (ITA)        | 18e               |
| 187               | Michele Brega (ITA)      | AB-1              |
| 188               | Andrea Cazzaniga (ITA)   | NP-1              |
| 189               | Giovanni Scaioni (ITA)   | NP-1              |
| 190               | Mario Verzeletti (ITA)   | AB-3              |
| 191               | Lucien Abbé (FRA)        | AB-1              |
| 192               | Julien Samyn (FRA)       | NP-2              |
| 193               | Joseph Schoettel (FRA)   | NP-1              |
| 194               | Charles Hans (FRA)       | AB-6              |
| 195               | Frédéric Knoll (FRA)     | NP-1              |
| 196               | Henri Wanner (FRA)       | NP-1              |
| 197               | E. Meyer (FRA)           | NP-1              |
| 198               | Léon Bonnery (FRA)       | AB-1              |
| 199               | Édouard Tibal (FRA)      | AB-1              |
| 200               | Charles Parel (SUI)      | 29e               |
| 201               | Louis Lembeye (FRA)      | NP-6              |
| 202               | Paul Chevalier (FRA)     | NP-1              |
| 203               | Silvio Borsetti (ITA)    | AB-3              |
| 204               | Camille Dulac (FRA)      | AB-1              |
| 205               | Alexis Rosset (FRA)      | AB-1              |
| 206               | Eugène Poncelin (FRA)    | AB-1              |
| 207               | Charles Loew (FRA)       | AB-6              |
| 208               | Camille Bière (FRA)      | NP-1              |
| 209               | Henri Leclerc (FRA)      | NP-1              |
| 210               | Joseph Muller (FRA)      | 15e               |
| 211               | Armand Thewis (BEL)      | AB-1              |
| 212               | Pierre Corini (ITA)      | NP-1              |
| 213               | Jean Riou (FRA)          | AB-1              |
| 214               | Louis Verbraecken (BEL)  | AB-3              |
| 215               | Jules Matton (BEL)       | NP-1              |
| 216               | Émile Ledran (FRA)       | AB-6              |
| 217               | Émile Lejeune (FRA)      | AB-4              |
| 218               | Henri Colle (SUI)        | 17e               |
| 219               | Ricardo Maffeo (SUI)     | NP-1              |
| 220               | Jacques Van Rompay (BEL) | AB-1              |
| 221               | Mathieu Caplat (FRA)     | AB-2              |
| 222               | Pietro Casati (ITA)      | AB-1              |
| 223               | José Nat (FRA)           | NP-1              |
| 224               | Jaime Janer (ESP)        | AB-11             |

## Déroulement de la course
Le Belge Louis Mottiat et le Français Romain Bellenger gagnent les première et deuxième étapes au Havre et à Cherbourg. Léon Scieur, troisième puis deuxième, endosse le maillot jaune après ces deux jours de course. Comme les deux années précédentes, de nombreux coureurs abandonnent dès les premières étapes à cause de crevaisons. C'est notamment le cas du vainqueur sortant Philippe Thys, d'Émile Masson, Jean Rossius, Louis Heusghem. Henri Desgrange met en cause les pneus, de plus en plus fins. Honoré Barthélémy subit onze crevaisons durant la première étape.
Léon Scieur remporte la troisième étape à Brest avec neuf minutes d'avance. Son principal rival, Hector Heusghem, compte alors douze minutes de retard. Après les étapes des Sables-d'Olonne et de Bayonne, remportées par Louis Mottiat, cet écart est porté à une demi-heure. Heusghem gagne à Luchon avec 24 minutes d'avance sur le deuxième et après être passé en tête aux cols du Tourmalet, d'Aspin et de Peyresourde. Il réduit ainsi son retard sur Scieur à 4 minutes.
Mottiat gagne une quatrième étape à Perpignan, puis Luigi Lucotti s'impose à Toulon. Scieur accroit son avance durant les jours suivants. Lors de la dixième étape, il est victime d'une crevaison puis parvient à rattraper Heusghem et à le distancer. Il gagne l'étape à Grenoble. Il garde le maillot jaune jusqu'à Paris et gagne ce Tour avec plus de 18 minutes d'avance sur Heusghem.
À Strasbourg, Barthélémy s'impose devant Hector Heusghem et Léon Scieur. Les coureurs suivants ont près d'une demi-heure de retard. Afin de sanctionner le manque de combativité, Henri Desgrange impose le lendemain un départ séparé (différé de 2 heures) des coureurs de deuxième et première classe. Cette décision n'a pas l'effet escompté : à Metz, trois « deuxième classe » se disputent la victoire, qui revient au Belge Félix Sellier, et le peloton arrive avec 46 minutes de retard.
Lors de l'avant-dernière étape, de Metz à Dunkerque, Léon Scieur voit onze rayons de sa roue arrière se briser. Il la remplace et, devant présenter le matériel de départ à l'arrivée, il porte la roue brisée sur son dos durant 300 km. Il parvient tout de même à gagner l'arrivée dans le premier groupe. Félix Goethals remporte cette étape. Il s'impose également le lendemain à Paris.
Léon Scieur remporte ce Tour à une vitesse moyenne de 24,724 km/h, avec plus de 18 minutes d'avance sur Hector Heusghem. Honoré Barthélémy est troisième, avec plus de deux heures de retard.

## Bilan du Tour
La victoire de Léon Scieur est la sixième des sept victoires belges consécutives entre 1912 et 1922. Les coureurs belges gagnent neuf des quinze étapes et occupent sept des dix premières places au classement général. C'est également la troisième et dernière victoire du Consortium La Sportive, qui rassemble les principaux constructeurs et disparaît à la fin de l'année 1921. Cette victoire, comme les deux précédente doit beaucoup à l'entente entre les coureurs engagés par le consortium, alors que la course est, d'après son règlement, individuelle.
Léon Scieur, surnommé « La locomotive » est âgé de 33 ans. Il a appris à pédaler à l'âge de 22 ans après avoir acquis sa première bicyclette. Il rejoint au palmarès Firmin Lambot, lauréat en 1919 et 1922, et originaire comme lui de Florennes, seul village à avoir « enfanté » deux vainqueurs du Tour.
La multiplication des voitures suiveuses pose des problèmes. De nombreux coureurs sont gênés par des embouteillages, notamment pour l'arrivée à Strasbourg. La direction du Tour réfléchit à une réglementation plus sévère dans ce domaine.

## Résultats

### Les étapes
| Étape,    | Date       | Villes étapes                        |                   | Distance (km) | Vainqueur d’étape | Leader du classement général |
| --------- | ---------- | ------------------------------------ | ----------------- | ------------- | ----------------- | ---------------------------- |
| 1re étape | 26 juin    | Argenteuil – Le Havre                | Étape de plaine   | 388           | Louis Mottiat     | Louis Mottiat                |
| 2e étape  | 28 juin    | Le Havre – Cherbourg                 | Étape de plaine   | 364           | Romain Bellenger  | Léon Scieur                  |
| 3e étape  | 30 juin    | Cherbourg – Brest                    | Étape de plaine   | 405           | Léon Scieur       | Léon Scieur                  |
| 4e étape  | 2 juillet  | Brest – Les Sables-d'Olonne          | Étape de plaine   | 412           | Louis Mottiat     | Léon Scieur                  |
| 5e étape  | 4 juillet  | Les Sables-d'Olonne – Bayonne        | Étape de plaine   | 482           | Louis Mottiat     | Léon Scieur                  |
| 6e étape  | 6 juillet  | Bayonne – Luchon                     | Étape de montagne | 326           | Hector Heusghem   | Léon Scieur                  |
| 7e étape  | 8 juillet  | Luchon – Perpignan                   | Étape de montagne | 323           | Louis Mottiat     | Léon Scieur                  |
| 8e étape  | 10 juillet | Perpignan – Toulon                   | Étape de plaine   | 411           | Luigi Lucotti     | Léon Scieur                  |
| 9e étape  | 12 juillet | Toulon – Nice                        | Étape de montagne | 272           | Firmin Lambot     | Léon Scieur                  |
| 10e étape | 14 juillet | Nice – Grenoble                      | Étape de montagne | 333           | Léon Scieur       | Léon Scieur                  |
| 11e étape | 16 juillet | Grenoble – Genève (SUI)              | Étape de montagne | 325           | Félix Goethals    | Léon Scieur                  |
| 12e étape | 18 juillet | Genève (SUI) – Strasbourg            | Étape de plaine   | 371           | Honoré Barthélémy | Léon Scieur                  |
| 13e étape | 20 juillet | Strasbourg – Metz                    | Étape de plaine   | 300           | Félix Sellier     | Léon Scieur                  |
| 14e étape | 22 juillet | Metz – Dunkerque                     | Étape de plaine   | 433           | Félix Goethals    | Léon Scieur                  |
| 15e étape | 24 juillet | Dunkerque – Paris - Parc des Princes | Étape de plaine   | 340           | Félix Goethals    | Léon Scieur                  |

Note : en 1921, il n'y a aucune distinction entre les étapes de plaine ou de montagne ; les icônes indiquent simplement la présence ou non d'ascensions notables durant l'étape.

### Classement général

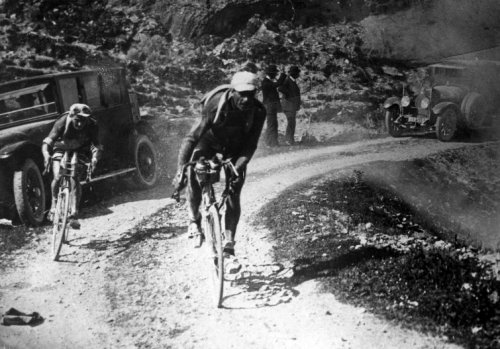
Léon Scieur, le vainqueur du Tour de France 1921.

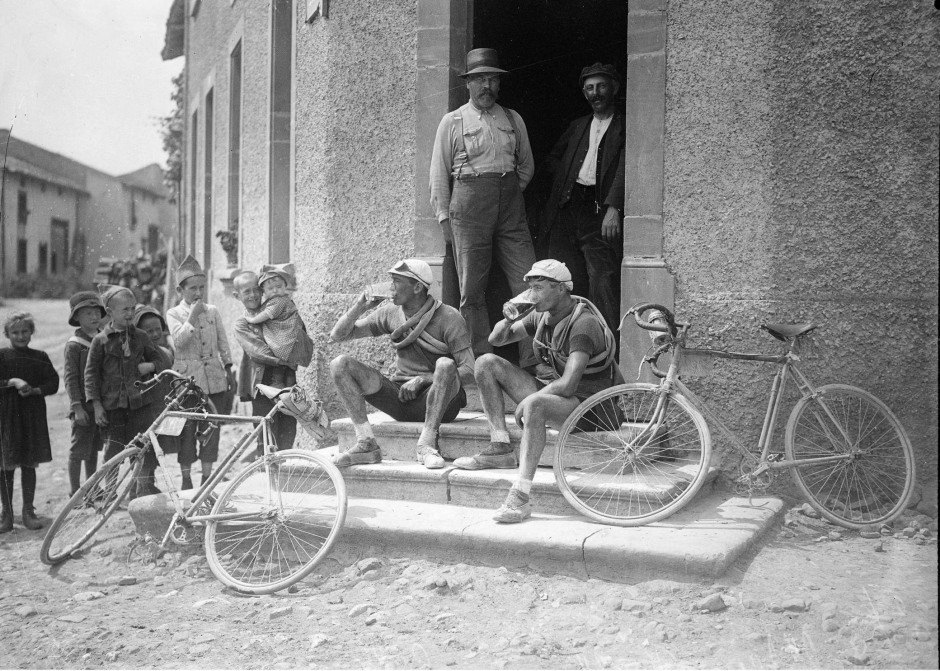
Les Suisses Henri Collé et Charles Parel boivent une chope à Dalstein.